# Rocky Carroll
Roscoe Fulton „Rocky” Carroll (ur. 9 lipca 1963 w Cincinnati) – amerykański aktor telewizyjny, filmowy i teatralny. Najlepiej znany z roli doktora Keith Wilkesa w serialu Szpital Dobrej Nadziei oraz Leona Vance’a w serialach Agenci NCIS i Agenci NCIS: Los Angeles.

## Wczesne życie
Urodził się w Cincinnati w Ohio. W wieku sześciu lat zainteresował się aktorstwem, po tym jak nauczyciel zasugerował przesłuchanie „klauna klasowego” do przedstawienia. W 1981 ukończył School for Creative and Performing Arts. Następnie uczęszczał do Konserwatorium Sztuki Teatralnej (Conservatory of Theatre Arts) przy Webster University w Saint Louis.

## Kariera
Po ukończeniu studiów, przeniósł się do Nowego Jorku. Wziął udział w serii edukacyjnej dla dzieci autorstwa Josepha Joe Pappy Shakespeare on Broadway o twórczości Williama Szekspira. W 1987 podjął współpracę z Augustem Wilsonem, który zaangażował go do roli Lymona w broadwayowskiej produkcji The Piano Lesson u boku Samuela L. Jacksona. Spektakl zdobył nagrodę Pulitzera w dziedzinie dramatu, ale Carroll otrzymał nominację do nagród Tony Award i Drama Desk.
W latach 1991–1994 grał postać Joeya Emersona, brata tytułowego bohatera grający na trąbce w serialu Fox Roc z Charlesem S. Duttonem. W latach 1996–2000 występował w głównej roli doktora Keitha Wilkesa w serialu Szpital Dobrej Nadziei, a także pojawiał się gościnnie w kilku innych serialach telewizyjnych, takich jak Orły z Bostonu, Prezydencki poker, Prawo i porządek, The Game, Ostry dyżur i Chirurdzy. Był też obsadzony w małych rolach w filmach hollywoodzkich, w tym Urodzony 4 lipca (1989), Preludium miłości (1992), Pościg (1994), Karmazynowy przypływ (1995) czy Wielka biała pięść (1996).
W 2008 przyjął rolę Leona Vance’a, asystenta dyrektora NCIS, w piątym sezonie serialu CBS Agenci NCIS i ponownie na planie spotkał się z aktorami z serialu Szpital Dobrej Nadziei - Markiem Harmonem i Lauren Holly. Po śmierci dyrektora NCIS Jenny Shepard, jego postać została nowym dyrektorem NCIS i zastąpiła Holly w głównej obsadzie. W 2009 grał rolę Vance’a w spin-offie Agentów NCIS: Agenci NCIS: Los Angeles, a Vance często pojawiał się w serialu do trzeciego sezonu.

## Życie prywatne
25 maja 1996 ożenił się z Gabrielle Bullock. Mają córkę Elissę.

## Filmografia

### Filmy
- 1989: Urodzony 4 lipca jako Willie
- 1992: Preludium miłości jako Tom
- 1994: Pościg jako Byron Wilder, reporter drogowy kanału 8
- 1995: Karmazynowy przypływ jako kapitan marynarki Darik Westergard
- 1996: Wielka biała pięść jako Artemus St. John Saint
- 1999: Spisek doskonały jako Bad Ass Dude
- 2008: Jestem na tak jako Wesley T. „Wes” Parker

### Seriale TV
- 1990: Prawo i porządek jako dr Davids
- 1994–1996: Gargoyles jako Derek Maza, Talon, Glasses (głos)
- 1995: Fantastyczna Czwórka jako Silver Surfer (głos)
- 1996–2000: Szpital Dobrej Nadziei jako dr Keith Wilkes
- 1998: Herkules jako Hylas (głos)
- 2001: Prezydencki poker jako Corey Sykes
- 2004: Ostry dyżur jako Pan Walker
- 2004: Orły z Bostonu jako zastępca prokuratora okręgowego John Shubert
- 2004–2005: American Dreams jako Wielebny Kingston Davis
- 2005: Kevin Hill jako Tony Banks
- 2007: Chirurdzy jako James Miller
- 2008–: Agenci NCIS jako Leon Vance

### gry wideo
- 1993: Gabriel Knight: Sins of the Fathers jako Willy Walker (głos)